# Малец, Томаш
То́маш Ма́лец (словац. Tomáš Malec; род. 5 января 1993, Тренчин) — словацкий футболист, нападающий клуба РФС. Выступал за сборную Словакии.

## Карьера
Воспитанник словацкого клуба «Тренчин». Дебютировал за свой родной клуб в 2010 году, в возрасте 17 лет. В сезоне 2012/13 отправился в аренду в «Татран», где за двадцать игр смог пять раз отличиться.
В следующем сезоне Томаш возвращается в «Тренчин», где становиться игроком основного состава. По итогам сезона 2013/14, Малец стал лучшим бомбардиром словацкой лиги, забив 14 мячей.
В августе 2014 года словацкий «Тренчин» и норвежский «Русенборг» договорились об годичной аренде форварда, с последующем правом выкупа.Его дебют в Типпелиге состоялся 17 августа 2014 года, в игре против «Бранна». А 12 сентября, в матче против «Будё-Глимт», Томаш забивает свой первый гол за новый клуб, отличившись после точного паса Тобиаса Миккельсена. За норвежский гранд в последствии провел 20 матчей, в которых отметился 6 голами, став серебряным призером чемпионата Норвегии в 2014 году.
Сезон 2015/16 начал в аренде в чешской «Сигме», но по ходу чемпионата Чехии перебрался в норвежский «Лиллестрём», в котором также задержался не надолго (24 матча - 3 гола). Дальше в его карьере были такие клубы как словацкий  ДАК 1904, рижский Жальгирис и латвийский ФК РФС. 
В сезоне 2019/20 футбольная судьба занесла Томаша Малеца в клуб итальянской Серии С «Вис Пезаро», где он в 17 играх забил 1 гол. После итальянской странички карьеры вернулся на родину в скромную «Сеницу», где в 31 игре ометился 8 точными ударами. 
В 2021 году подписал контракт из клубом 1 польской лиги ГКС «Тыхы», но и там за полтора сезона не смог раскрыть свой бомбардирский талант (4 гола в 42 играх). По ходу чемпионата он покинул польский клуб и перебрался в чешский «Простеёв» (43 матча - 8 голов). 
1 июля 2024 года подписал годичный контракт из командой высшего словацкого футбольного дивизиона «Ду́кла» из Банской-Бистрицы

## Достижения
- Чемпион Норвегии : 2015
- Серебряный призёр чемпионата Норвегии : 2014
- Серебряный призёр чемпионата Словакии : 2013/14